# Mariana Vega
Mariana Vega, född 11 februari 1985 i Caracas, är en venezuelansk sångerska.

## Karriär
Mariana Vega föddes i Venezuelas huvudstad Caracas som den yngsta av fyra barn. När hon var femton år flyttade hon till Toronto i Kanada. År 2008 släppte hon sitt debutalbum Háblame som hon skrivit alla låtar på själv. Den 12 oktober 2010 släpptes hennes självbetitlade andra album. Det andra albumet som hon arbetat på i Mexiko är en förbättrad version av hennes debutalbum och innehåller flera låtar från det första albumet.

## Diskografi

### Album
- 2008 - Háblame
- 2010 - Mariana Vega

### Singlar
- 2008 - "Háblame"
- 2010 - "Contigo"
- 2010 - "No Me Queda Nada"